# Sextet de Seyfert
El Sextet de Seyfert és un grup de galàxies a aproximadament 190 milions d'anys llum de distància en la direcció de la constel·lació del Serpent (Serpens Caput). El grup sembla contenir sis membres, però una de les galàxies està en pla de fons i l'altra "galàxia" és una part de gas i pols interestel·lar que pertany a una de les galàxies. La interacció gravitatòria entre aquestes galàxies continuarà per centenars de milions d'anys. I en última instància, aquestes galàxies es fondran per a formar una única i gegant galàxia el·líptica.

## Descobriment
El grup va ser descobert per Carl Keenan Seyfert, usant plaques fotogràfiques de l'Observatori Barnard, de la Universitat Vanderbilt. Quan els primers resultats van ser publicats, el 1951, aquest grup va ser el grup més compacte identificat.

## Membres
| Nom       | Tipus        | Distància del Sol (milions d'anys llum) | Magnitud |
| --------- | ------------ | --------------------------------------- | -------- |
| NGC 6027  | S0 pec.      | ~190                                    | +14.7    |
| NGC 6027a | S0 pec.      | ~190                                    | +15.4    |
| NGC 6027b | SAa pec.     | ~190                                    | +15.4    |
| NGC 6027c | SB(S)c       | ~190                                    | +16      |
| NGC 6027d | SB(S)bc pec. | ~877                                    | +15.6    |
| NGC 6027e | SB0 pec.     | ~190                                    | +16.5    |